# Huixtocihuatl

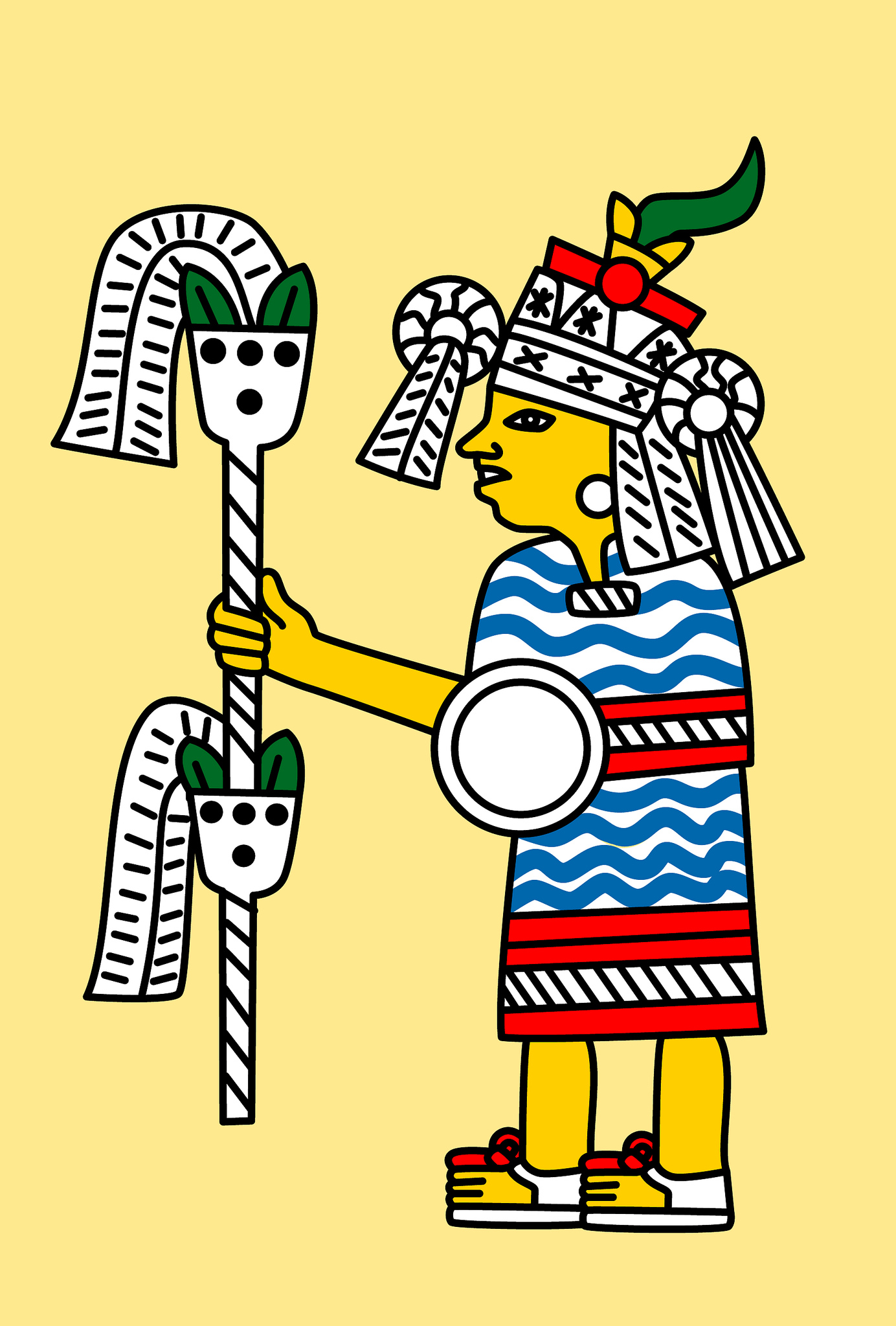
Huixtocihuatl

Huixtocihuatl (auch Uixtochihuat oder Uixtociuatl) war laut aztekischer Mythologie die Göttin des Salzes,  des Salzwassers und der Fruchtbarkeit. Daher wurde sie vor allem in den Salzbergwerken nahe  Tenochtitlan verehrt. Sie war jedoch schon in vor-aztekischer Zeit bekannt. Ihr Name stammt aus dem Nahuatl und bedeutet so viel wie Frau des Salzes. Sie gilt als die ältere Schwester des Regengottes Tlaloc. Im siebenten Monat des achtzehntheiligen mexikanischen Jahres wurde ihr Fest gefeiert, bei dem es auch zu Menschenopfern kam. Andere Quellen bezeichnen sie als Gattin von Tezcatlipoca. Huixtocihuatl trug ein Kleid, das mit Jadeit und Wellenmustern geschmückt war. An ihren Absätzen waren Schneckenhäuser und die Rasseln von Klapperschlangen befestigt. Ihr Kopfband war mit grünen Federn geschmückt, in einer Hand trug sie ein Schild, in der anderen Blumen und Federn.

## Belege
1. ↑  Vollmer, Wilhelm: Wörterbuch der Mythologie. Stuttgart 1874, S. 260.